# Cirrochroa thilina
Cirrochroa thilina är en fjärilsart som beskrevs av Hans Fruhstorfer 1905. Cirrochroa thilina ingår i släktet Cirrochroa och familjen praktfjärilar. Inga underarter finns listade i Catalogue of Life.